# Нижний Ярашъю
 Нижний Ярашъю — посёлок в Усть-Куломском районе Республики Коми в составе сельского поселения Пожег. 

## География
Расположен на левом берегу реки Вычегда на расстоянии примерно 51 км по прямой от районного центра села Усть-Кулом на северо-восток.  

## Население
Постоянное население  составляло 210 человек (коми 96%) в 2002 году, 209 в 2010 .